# 错误消息

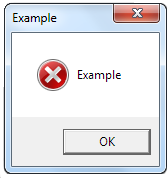
使用了对话框的错误消息示例

错误消息（英語：Error message）是计算机或其他设备上发生意外问题时显示的信息。具有图形用户界面的现代操作系统通常使用对话框显示错误消息。当需要用户干预时，会使用错误消息来指示所需操作失败，或传达重要警告（例如警告计算机用户硬盘空间即将用尽）。错误消息在计算机运行过程中随处可见，是每个操作系统或计算机硬件设备的一部分。正确设计错误消息是易用性和其他人机交互领域的一个重要主题。

## 常见错误消息
现代计算机用户经常会看到以下错误消息：
拒绝访问
如果用户没有文件的权限，或者文件已被某个程序或用户锁定，则会出现此错误。
设备未就绪
当硬盘驱动器中没有磁盘（或坏盘）且系统尝试执行涉及该磁盘的任务时，最常会出现此错误。
硬盘启动失败
当计算机的硬盘驱动器出现问题时，通常会看到此错误消息。
文件未找到
相关文件可能已损坏、移动、删除，或者bug导致的错误。又或者，文件可能不存在，或者用户输入了错误的名称。这种情况也常见于互联网上，指向不再存在的网页的失效連結。在本地计算机上，这种情况在命令行界面上比在图形用户界面上更常见，因为在图形用户界面上文件以图标形式呈现，用户不会输入文件名。
硬盘空间不足
当硬盘驱动器（几乎）已满时，会出现此错误。要解决此问题，用户应关闭一些程序（以释放交换文件使用量）并删除一些文件（通常是临时文件，或备份后的其他文件），或获取更大的硬盘。
内存不足
当系统内存不足或尝试加载太大而无法存储在内存中的文件时，会发生此错误。解决方法是关闭一些程序或安装更多物理内存。
[程序名称] 已停止工作。
当程序导致一般保护错误或无效页面错误时，多个操作系统都会显示此消息和类似消息。

## 消息格式
错误消息的形式因操作系统和程序而异。
硬件设备（如计算机外围设备）上的错误消息可能采用指示错误情况的专用指示灯、需要使用查找表或手册进行解释的简短代码或通过显示器显示更详细的消息形式。
在计算机上，错误消息可能采用打印到控制台的文本形式，也可能作为图形用户界面的一部分以对话框的形式呈现。在许多情况下，可以通过错误预防技术避免原始错误。系统设计应该避免导致错误的情况，而不是发出错误消息。
虽然各种图形用户界面在显示错误消息方面有不同的惯例，但有几种技术已经变得很常见：
- 对话框或弹出消息出现在屏幕上的窗口中，阻止与计算机的进一步交互，直到确认为止。
- 通知图标出现以通知用户有关情况，而不会中断他们的工作。在Windows上，通知图标出现在系统托盘中。在MacOS上，通知图标可能出现在菜单栏中，也可能以应用程序图标在Dock中“弹跳”的形式出现。UNIX系统的GNOME用户界面可以在面板中显示通知图标。

轻微错误可能会显示在状态栏中，状态栏是应用程序窗口的一小部分，可以向用户显示简短的消息。
影响错误消息设计的三个主要因素是技术限制、要呈现的信息量以及需要什么样的用户输入。 
某些系统存在技术限制，可能会限制错误消息可以包含的信息量。例如，具有十六个字符的字母数字显示屏的打印机一次只能显示非常有限的信息，因此可能需要显示非常简洁的错误消息。即使使用计算机显示器，程序员也必须考虑用户可能合理使用的最小显示器，并确保任何错误消息都适合该屏幕。
错误的性质决定了有效传达错误消息所需的信息量。复杂的问题可能需要更详细的错误消息，以便充分告知用户问题所在。

### 安全性
在设计错误消息时，软件设计人员应注意避免造成安全漏洞。设计人员应向用户提供足够的信息，以便做出明智的决定，但信息量不应过多，以免用户不知所措或感到困惑。次要信息可以默认隐藏或放置在单独的位置。错误消息应当避免成为破解者用来获取难以获取的信息的方式。例如，系统可能显示“无效用户”或“无效密码”，具体取决于哪个不正确，而Web服务器 IIS 5.0中的错误页面提供了错误的完整技术描述，包括源代码片段。